# بالما ديل ريو (قرطبة)
بلدية بالما ديل ريو (بالإسبانية: Palma del Río)‏، هي إحدى بلديات مقاطعة قرطبة إحدى مقاطعات إسبانيا، و التي تقع في منطقة الأندلس جنوب إسبانيا.
يبلغ عدد سكانها 20.855 نسمة وفقاً لإحصائية سنة (2007).

## أعلام
- سيرخيو ليون
- لويس فرنانديز
- ديفيد كارمونا سييرا
- مانويل ميجيل